# Сухой Лог (Оханский район)
Сухой Лог — деревня в Оханском городском округе Пермского края России.

## Географическое положение
Деревня расположена на расстоянии менее чем 1 километр на северо-запад от деревни Берёзовка Оханского городского округа. 

## История
С 2006 по 2018 год входила в состав Тулумбаихинского сельского поселения Оханского района. После упразднения обоих муниципальных образований стала рядовым населенным пунктом Оханского городского округа. 

## Климат
Климат умеренно - континентальный. Наиболее теплым месяцем является июль, средняя максимальная температура которого 24,8°С, а самым холодным январь со среднемесячной температурой - 17,3°С. Среднегодовая температура 2,1°С.

## Население
Постоянное население составляло 22 человека (95% русские) в 2002 году,  8 человек в 2010 году.    